# Arixiuna prolixa
Arixiuna prolixa är en skalbaggsart som först beskrevs av Bates 1872. Arixiuna prolixa ingår i släktet Arixiuna och familjen långhorningar.
Artens utbredningsområde är:
- Costa Rica.
- Nicaragua.
- Panama.

Inga underarter finns listade.